# Ruta Nacional 33 (Colombia)
La Ruta Nacional 33 fue una ruta colombiana de tipo troncal que iniciaba en la ciudad de Manizales, departamento de Caldas y finalizaba en el cruce de la Ruta Nacional 25 en el municipio de La Pintada, departamento de Antioquia. Era una ruta que conectaría a Manizales y los municipios del centro de Caldas con la Ruta Nacional 25. 

## Antecedentes
La ruta fue establecida en la Resolución 3700 de 1995 y eliminada por la Resolución 339 de 1999 donde sus tramos ahora forman parte de la Red Vial Secundaria del departamento del Caldas y mantiene la misma nomenclatura.        

## Descripción de la ruta
La ruta estaba dividida de la siguiente manera:

### Ruta eliminada o anterior[1]
| Código | Tipo  | Recorrido                             | Situación Actual                            |
| ------ | ----- | ------------------------------------- | ------------------------------------------- |
| 3301   | Tramo | Manizales - Salamina                  | - 3301 Carretera Secundaria Departamental   |
| 3302   | Tramo | Salamina - Cruce Ruta 25 (La Pintada) | - 3302 Carretera Secundaria Departamental   |
| 33CL01 | Ramal | Varsovia - La Felisa                  | - 33CL01 Carretera Secundaria Departamental |

## Municipios
Las ciudades y municipios por los que recorre la ruta son los siguientes:
Convenciones:
- Fondo Azul : Recorrido actual.
- Fondo Gris : Recorrido anterior.
- Negrita: Cabecera municipal.
- Texto azul: Ríos.
- Texto verde: Parques nacionales.

| Tramo | Municipio  | Recorrido | Departamento |
| ----- | ---------- | --- | ------------ |
| 3301  | Manizales  | Manizales; Alto Bonito; Río Guacaica. | Caldas       |
| 3301  | Neira      | Cruce 33CL02 (Acceso Transversal de Caldas); Neira; Río Tapias; El Descanso (Acceso 29CL06-1 a Magallanes); Río Tareas. | Caldas       |
| 3301  | Aranzazu   | Puerto Samaria; Varsovia (Acceso 33CL01 a Filadelfia); Quebrada Honda; Aranzazu (Acceso 17535-1 a La Felicia); El Cruce (Acceso 17545 a La Paila); Alto de la Virgen (Acceso TORD230 a El Diamante); Alegrías (Acceso 17582 a El Yarumo). | Caldas       |
| 3301  | Salamina   | Río Chamberí; La Unión; Salamina (Acceso 33CL03 a San Félix y Marulanda). | Caldas       |
| 3302  | Salamina   | Salamina; Nudillales (Acceso 17682 a Cañaveral); El Peligro (Acceso 17678 a San Lorenzo); Río Pozo. | Caldas       |
| 3302  | Pácora     | Las Coles; Villa Marta, El Moral; Pácora; La Ye; Quebrada El Cedral. | Caldas       |
| 3302  | Aguadas    | Cruce (Acceso a Viboral); Aguadas; Alto de Pito; Cruce (Acceso a Alto de la Montaña); Arma; Cruce (Acceso a Alto Tierrafría); El Oro (Acceso 05002VT176 a Abejorral); Bocas; Río Cauca.                                                   | Caldas       |
| 3302  | La Pintada | La Pintada (Cruce 2508 ). | Antioquia    |

## Concesiones y proyectos
Actualmente la ruta no posee concesiones ni proyectos a la vista.